# Alfa Romeo 183T
Az Alfa Romeo 183T egy Formula–1-es versenyautó, amelyet az Alfa Romeo tervezett és versenyeztetett az 1983-as Formula–1 világbajnokság során. Pilótái Andrea de Cesaris és Mauro Baldi voltak.

## Áttekintés
Ezt az autót már nem az Autodelta tervezte a csapatnak, hanem az Euroracing főmérnöke, Gérard Ducarouge. őt azonban nem sokkal az idény kezdete után kirúgták és átszerződött a Lotus csapathoz. Az Euroracing és az Alfa Romeo már korábban is együttműködtek a Formula–3-ban.
A kasztni külsőre nem sok mindenben változott az elődmodellhez képest. Kidobták viszont a V12-es szívómotorjukat és a helyére egy új fejlesztésű turbómotort tettek: ez volt a 890T. Az új egység akár már 640 lóerőt is tudott, ám ez még mindig elmaradt az élmezőnytől. Eltért azoktól abban is, hogy nem soros négyhengeres vagy V6-os elrendezést, hanem V8-as kivitelt kapott. Ez azzal is együtt járt, hogy nagyobb volt a fogyasztása, ám ez ebben az idényben, amikor még lehetett verseny közben tankolni, még nem volt akkora probléma. Az új szabályok alapján teljesen sík padlólemezt kellett készíteniük.
A szezon elején még a Marlboro piros-fehérjében versenyeztek, ezt idény közben leváltották a Benetton, mint főszponzor érkezésével.
Nem teljesített rosszul, de Cesaris két második helyet is szerzett vele, a belga nagydíjon pedig egy leggyorsabb kört is szerzett. Ezen a futamon a második sorból rajtolt és sokáig vezette is a versenyt.
Az autót az 1984-es szezon elején kismértékben átalakították és a szezon előtt teszteltek vele. Később egy partnermegállapodás keretein belül a terveit átadták az Osella csapatnak, így az Osella FA1F gyakorlatilag teljesen megegyezik a 183T-vel - ahogy a csapat későbbi autói is ezen alapultak még évekig.

## Eredmények
| Év   | Csapat                   | Motor           | Gumik | Pilóták           | 1   | 2   | 3   | 4   | 5   | 6   | 7   | 8   | 9   | 10  | 11  | 12  | 13  | 14  | 15  | Pontok | Helyezés |
| ---- | ------------------------ | --------------- | ----- | ----------------- | --- | --- | --- | --- | --- | --- | --- | --- | --- | --- | --- | --- | --- | --- | --- | ------ | -------- |
| 1983 | Marlboro Team Alfa Romeo | Alfa Romeo 890T | M     |                   | BRA | USW | FRA | SMR | MON | BEL | DET | CAN | GBR | GER | AUT | NED | ITA | EUR | RSA | 18     | 6.       |
| 1983 | Marlboro Team Alfa Romeo | Alfa Romeo 890T | M     | Andrea de Cesaris | KIZ | KI  | 12  | KI  | KI  | KI  | KI  | KI  | 8   | 2   | KI  | KI  | KI  | 4   | 2   | 18     | 6.       |
| 1983 | Marlboro Team Alfa Romeo | Alfa Romeo 890T | M     | Mauro Baldi       | KI  | KI  | KI  | KI  | 6   | KI  | 12  | 10  | 7   | KI  | KI  | 5   | KI  | KI  | KI  | 18     | 6.       |